# レーオポルト・クレッツェンバッハー
レーオポルト・クレッツェンバッハー（Leopold Kretzenbacher, 1912年11月13日 - 2007年6月21日）は、オーストリア出身のドイツの民俗学者、ミュンヘン大学教授。

## 来歴・人物
オーストリアのグラーツ近郊ライプニッツ生まれ。グラーツ大学でヴィクトル・ゲラムプに就いて民俗学を学んだ。大きな射程の文化史的な博識を特徴とし、数十点の著作を執筆した。地域的にはオーストリア南域から旧ユーゴ北部がフィールドで、いわゆる南東ヨーロッパ研究をリードした。一時期キール大学に職を得たことを活かして北ドイツと北欧の一部についても知見をもった。ナチズムやナショナリズムに傾くことを慎重に避けつつも、19世紀以来の民俗研究の成果を活かそうとする傾向があり、ヘルマン・バウジンガーなどによる改革志向が広まるなかでは、方法論的には保守派のエース格の存在であったが、容易に批判を許さない重厚な学風を見せた。

## 著作（日本語訳）
- 民衆バロックと郷土 河野眞訳 名古屋大学出版会 1988年